# Henry Scharbau
Henry Scharbau ou Henry Sharbau, né en 1822 à Lübeck (Nord de l'actuelle Allemagne) et décédé le 1re décembre 1902, est un cartographe britannique, notamment connu en tant que conseiller étranger du Japon de l'ère Meiji. Il décrit le Japon d'alors dans un journal.
En 1874, la commission astronomiques mexicaine se rend au Japon pour y étudier un passage de Vénus. À la fin du mois de novembre le gouvernement japonais sollicite Francisco Díaz Covarrubias (es) pour orienter Henry Scharbau dans sa qualité d'ingénieur hydrographe, dans les méthodes à utiliser pour l'étude de sa trajectoire.
Il a enseigné la triangulation à des fins topographiques au Japon.
Il a également pour une carte lithographiée du Tibet et régions voisine en 1900, ainsi que différentes cartes de l'Afrique au XIXe siècle.

## Cartes

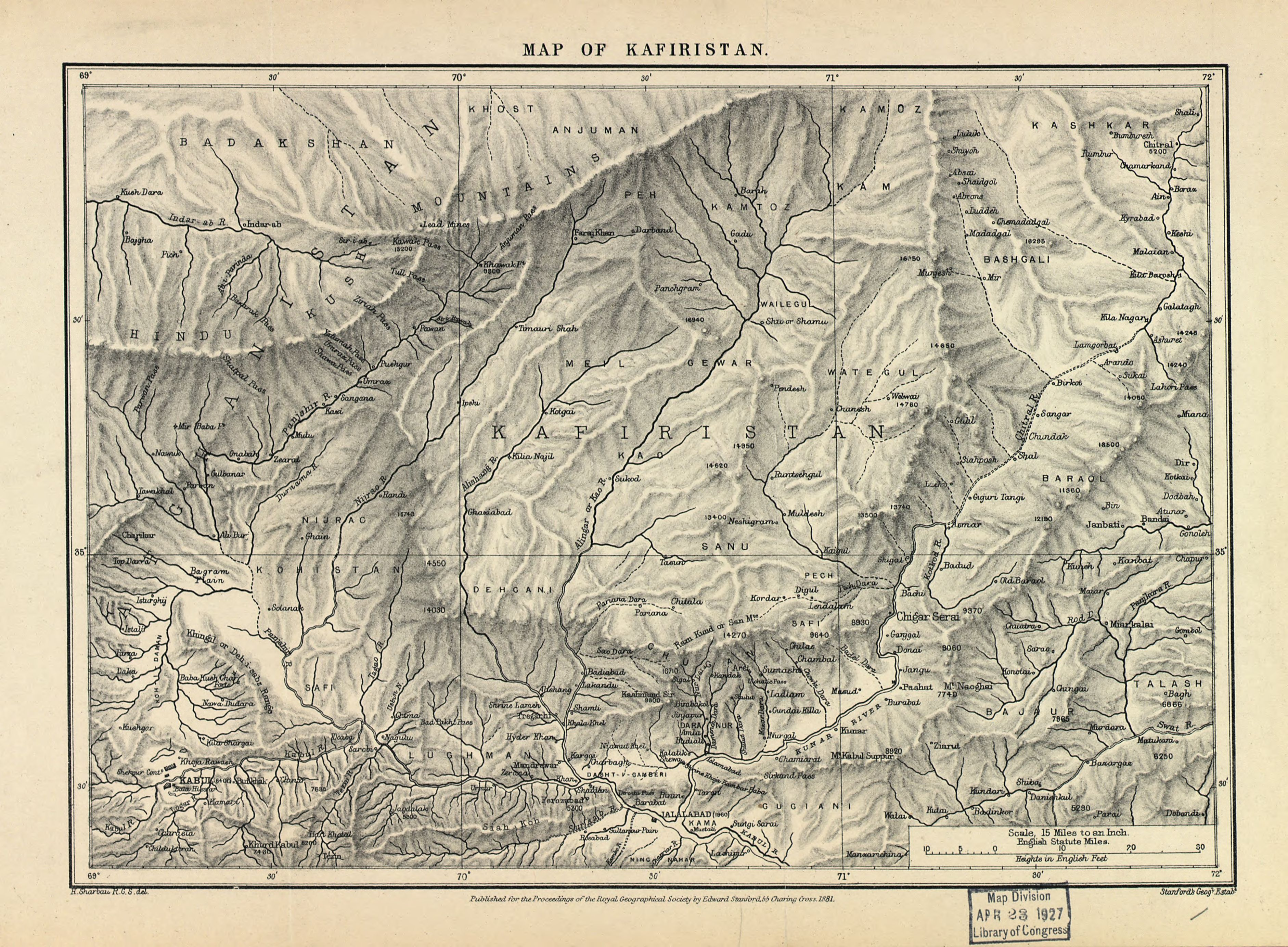
Carte du Kafiristan, 1881
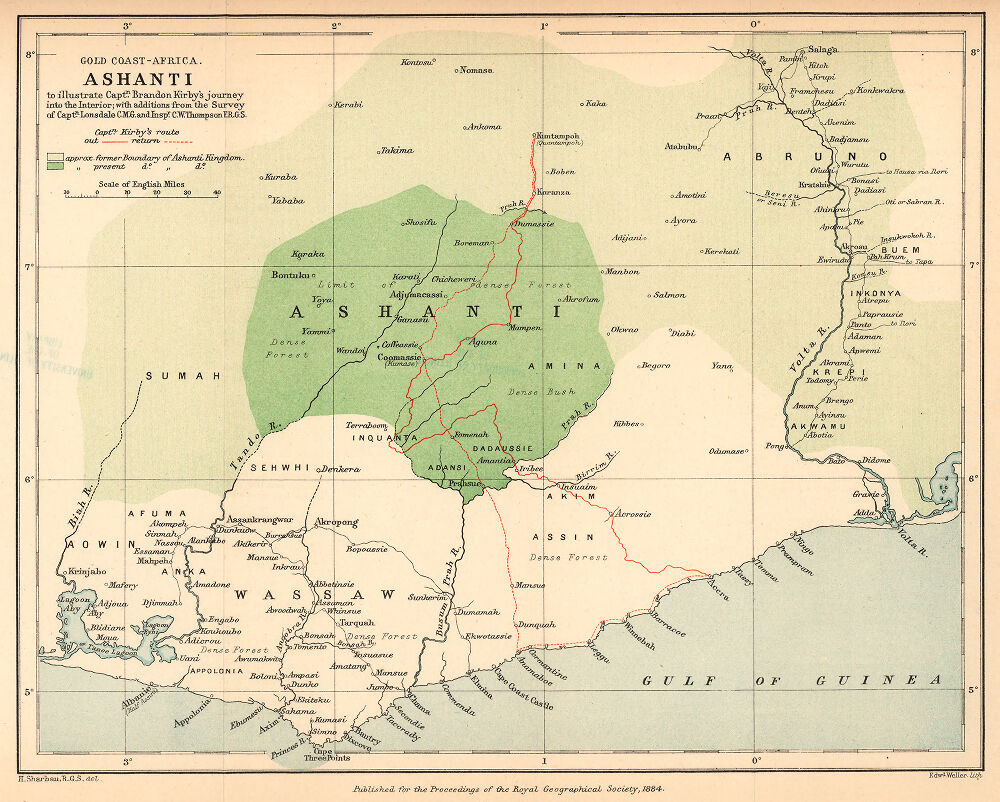
« Afrique, Côte d'Or - Ashanti », 1884
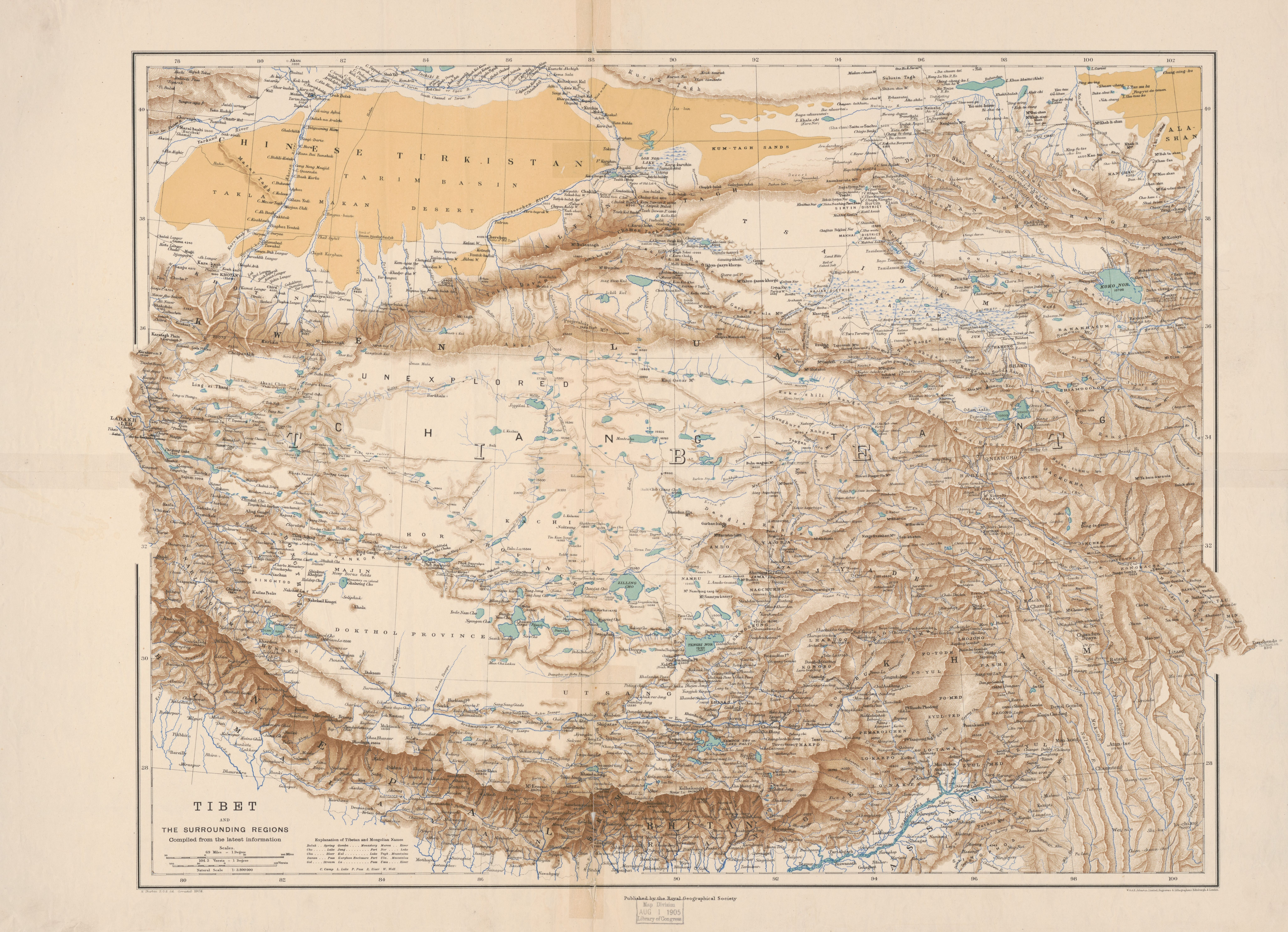
« Tibet et des régions avoisinantes » en 1904
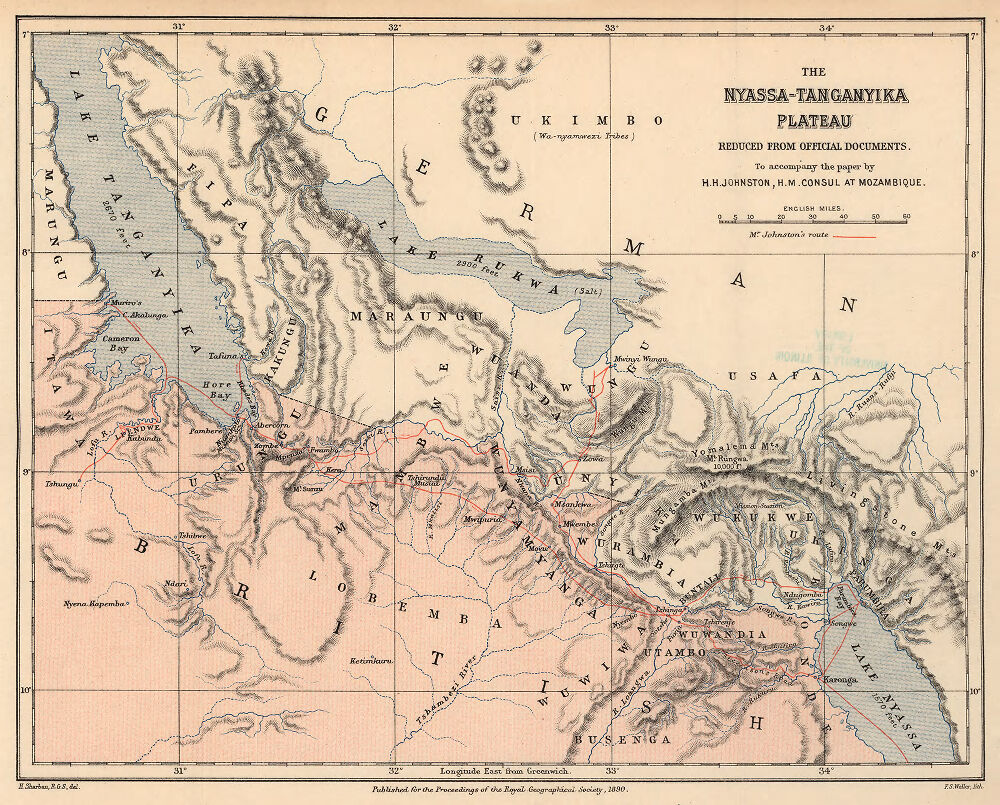
Plateau Nyassa-Tanganyika